# France au Concours Eurovision de la chanson 1981
La France a participé au Concours Eurovision de la chanson 1981 à Dublin, en Irlande. C'est la 25e participation au Concours Eurovision de la chanson.
Le pays est représenté par Jean Gabilou et la chanson Humanahum, sélectionnés via une finale nationale organisée par TF1. Jean Gabilou, originaire de Polynésie française, devient le premier chanteur de l'un des territoires d'outre-mer à représenter la France. La France se retirera l'année suivante, le nouveau directeur des variétés de TF1 à l'époque, Pierre Bouteiller, trouvant que le concours n'avait plus d'intérêt. La France retournerait au concours en 1983.

## Sélection
Les demi-finales de la sélection nationale ont eu lieu le 22 février et le 1er mars 1981 aux studios des Buttes-Chaumont, à Paris et sont présentées par Fabienne Égal. La première demi-finale contient cinq chansons et la deuxième en contient six. Trois chansons se qualifient pour la finale via les votes d'un panel de spectateurs contactés par téléphone,. Frida Boccara ayant représenté la France en 1969 est l'un des participants à la sélection.
La finale, toujours aux studios des Buttes-Chaumont à Paris et présentée par Fabienne Égal, a eu lieu le 8 mars 1981. La chanson gagnante est choisie au moyen des votes d'un panel de spectateurs contactés par téléphone,.

### Demi-finales
| Ordre | Artiste        | Chanson                     |
| ----- | -------------- | --------------------------- |
| 1     | Évelyne Geller | Les Yeux fermés             |
| 2     | David Christie | Pour une fille quelque part |
| 3     | Noëlle         | Danse                       |
| 4     | Jorge Rafael   | C'est un oiseau de papier   |
| 5     | Amour          | Un homme s'était levé       |

| Ordre | Artiste           | Chanson                             |
| ----- | ----------------- | ----------------------------------- |
| 1     | Anne Lorric       | Folie des années 80                 |
| 2     | Mathieu Follon    | Mes premières fois                  |
| 3     | Anne-Marie Romain | Question d'heure, question de temps |
| 4     | Jeff Barnel       | De visage en visage                 |
| 5     | Jean Gabilou      | Humanahum                           |
| 6     | Frida Boccara     | Voilà comment je t'aime             |

### Finale
| Ordre | Artiste        | Chanson                   | Points | Place |
| ----- | -------------- | ------------------------- | ------ | ----- |
| 1     | Évelyne Geller | Les Yeux fermés           | 165    | 3     |
| 2     | Jorge Rafael   | C'est un oiseau de papier | 242    | 2     |
| 3     | Amour          | Un homme s'était levé     | 116    | 6     |
| 4     | Jeff Barnel    | De visage en visage       | 131    | 5     |
| 5     | Jean Gabilou   | Humanahum                 | 273    | 1     |
| 6     | Frida Boccara  | Voilà comment je t'aime   | 159    | 4     |

## À l'Eurovision

### Points attribués par la France
| 12 points | Suède       |
| 10 points | Suisse      |
| 8 points  | Allemagne   |
| 7 points  | Royaume-Uni |
| 6 points  | Irlande     |
| 5 points  | Autriche    |
| 4 points  | Danemark    |
| 3 points  | Luxembourg  |
| 2 points  | Pays-Bas    |
| 1 point   | Finlande    |

### Points attribués à la France
| 12 points                                    | 10 points                     | 8 points   | 7 points          | 6 points      |
| -------------------------------------------- | ----------------------------- | ---------- | ----------------- | ------------- |
| - Allemagne - Autriche - Luxembourg - Suisse | - Finlande - Portugal - Suède | - Grèce    | - Chypre - Israël | - Pays-Bas    |
| 5 points                                     | 4 points                      | 3 points   | 2 points          | 1 point       |
| - Norvège                                    | - Irlande - Yougoslavie       | - Belgique | - Danemark        | - Royaume-Uni |

Jean Gabilou interprète Humanahum en 9e position lors du concours après la Finlande et avant l'Espagne. Au terme du vote final, la France termine 3e sur 20 pays, obtenant 125 points.